# 휴천면
휴천면(休川面)은 대한민국의 경상남도 함양군에 설치된 면이다.

## 개요
휴천면은 수려한 법화산과 지리산에서 발원한 엄천강이 유유히 흐르는 곳으로, 인심이 순후하며 예의범절이 바른 석학과 유림의 고장으로서 예부터 명현이 많이 배출되었다. 전국에서 최초로 향토의 역사가 되는 면지(面紙)를 발간하기도 했다. 화강암과 기암괴석의 아름다움이 어우러진 용유담 계곡, 용이 누워있는 형상의 와룡대 등의 절경과 한남군 유배지로 소문난 독서대, 동호솔숲 등 수려한 자연경관을 가진 유원지가 엄천강을 따라 펼쳐져 있다.

## 행정 구역
휴천면은 11개의 법정리(里)로 구성되어 있으며, 아래의 목록과 같다.
- 금반리(金盤里)
- 남호리(南湖里)
- 대천리(大川里)
- 동강리(桐江里)
- 목현리(木峴里): 휴천현 행정복지센터 소재지
- 문정리(文正里)
- 송전리(松田里)
- 운서리(雲西里)
- 월평리(月坪里)
- 태관리(台官里)
- 호산리(湖山里)

## 교육
- 금반초등학교